# Баландин, Алексей Софронович
Алексе́й Софро́нович Бала́ндин (1823 — 22 марта 1896) — русский купец, дважды городской голова Енисейска.

## Биография
Купцы 2-й гильдии братья Баландины (Софрон и Федот) приехали в Енисейск с Урала примерно в 1840 году. В это время Енисей стал основным районом золотодобычи в Сибири. Софрон приехал с женой Прасковьей и сыном Алексеем.
Братья занимались доставкой и продажей товаров для жителей Енисейска и старателей.
Алексей Софронович Баландин в 22 года становится купцом 2-й гильдии. В 25 лет — купцом 1-й гильдии. Он был единственным в Енисейске купцом, сохранившим это звание до смерти.
В 1843 году получил права на разработку прииска Предтеченский на речке Калами в североенисейской тайге. Золотодобыча оказалась малодоходным промыслом, и он передал прииск в аренду купцу Данилову. После этого Баландин вкладывал капиталы в торговлю, банковское дело, пароходство, владел винокуренным заводом.
Также Баландин входил и в компанию трех крупных золотопромышленников, которые с 1837 года разрабатывали три прииска в районе реки Бирюса. С конца 1890-х годов Алексей Софронович и его сын Александр перестали самостоятельно разрабатывать золотые прииски.
По обывательской книге 1852—1855 годов Алексей Баландин числится владельцем двух домов в Енисейске. На нижнем этаже дома размещались мануфактурный и бакалейный магазины, склады для товаров, винный погреб.
В 1858 году избирается на три года городским головой Енисейска.
В 1861 году совместно с купцами Игнатием и Александром Кытмановыми, Сергеем и Алексеем Камышниковыми, Ефимом и Алексеем Грязновыми, открыл первую на Енисее пароходную компанию «Судоходство и торговля». К 1863 году построили пароход «Енисей» мощностью 60 номинальных сил. Паровую машину и металлические детали к пароходу привезли из Перми, с завода механика Гуллета. Деревянный корпус строил в Енисейске крестьянин-самоучка Худяков. Флот компании состоял из парохода «Енисей» и двух барж. Строительство судов обошлось в 40 тысяч рублей серебром. Первый рейс компания совершила весной 1863 года. Компания доставляла в Енисейск и Туруханский край хлеб и продовольствие, а из Туруханского края вывозила рыбу, икру, пушнину, графит, каменную соль и т. д. Баландин становится крупным хлеботорговцем.
В 1863 году Алексей Софронович получил звание потомственного степенного и почетного гражданина Енисейска.
В 1863 году он стал организатором и директором правления первого в Енисейской губернии частного банка. Банк открылся 7 января 1863 года. Капитал банка составлял 70 тысяч рублей.
Алексей Баландин стал наследником капиталов отца и дяди, что сделало его одним из самых богатых людей Енисейска.
В 1876 году второй раз на три года избирается городским головой Енисейска.
В 1883 году первым в городе получил звание коммерции советника — высшего звания, возможного для купцов.
В разные годы занимал должности:
- городской судья;
- выборный член в управлении Енисейской женской гимназии;
- директор окружного попечительского совета тюрем.

В 1887 году после смерти своей дочери переехал в Санкт-Петербург, где занялся благотворительностью.
Жертвовал книги в первую общественную библиотеку при городском краеведческом музее, Енисейска, давал деньги на лечебницу для бедных. Учредил в женской гимназии стипендию имени своей умершей дочери. По завещанию часть своего наследства передал в хлебный капитал города Енисейск.
Согласно «Петербургскому некрополю» (СПб., 1912. Т. 1. С. 129), А. С. Баландин умер 10(22) марта 1896 г. и покоится вместе с женой на Никольском кладбище Александро-Невской лавры в Санкт-Петербурге.
Алексей Софронович передал по наследству свой капитал сыну — Александру Алексеевичу и его жене — Вере Арсентьевне. Их сын, Алексей Александрович, станет академиком СССР.
Дочь Любовь Алексеевна Баландина (1877 — после 1935) вышла замуж за служившего в Енисейске жандармского ротмистра Константина Адольфовича Вагенгейма (1868—1937), из крещёной еврейской семьи. Их сын — поэт и прозаик Константин Вагинов.

## Память
В память Алексея Софроновича Баландина одна из улиц Енисейска названа его именем.